# Cronologia della storia antica (3500 a.C. - 3001 a.C.)

## Eventi importanti
| Schema cronologico della rivoluzione urbana |                                       |                                                   |                                                           |                           |                                               |
| 3500                                        | Bassa Mesopotamia                     | Alta Mesopotamia                                  | Iran occidentale                                          | Siria                     | Anatolia orientale                            |
| 3200                                        | antico Uruk 14-9 Eridu 5-4            | Gawra 11-10                                       | Khuzistan: Susa B Zagros: Godin 7 Fars: antico Banesh     | Amuq F Hama K             | Malatya 7                                     |
| 3000                                        | tardo Uruk 8-4 Eridu 3-2 Nippur 16-15 | Gawra 9 Ninive 4 Tell Brak ("tempio dell'occhio") | Khuzistan: tipo Uruk Zagros: Godin 5-6 Fars: medio Banesh | Habuba Kebira Gebel Aruda | Malatya 6A Hassek Kurban Hüyük 6 Mersin 14-13 |
| 2900                                        | Gemdet Nasr Uruk 3 Nippur 14-12       | Gawra 8 Ninive 5                                  | Khuzistan: Susa C Zagros: Godin 4 Fars: tardo Banesh      | Amuq G Hama K             | Malatya 6B Kurban Hüyük 5 Mersin 12           |

### XXXVI secolo a.C.: 3500 a.C. - 3401 a.C.
- Asia
  - Vicino Oriente - Prima guerra documentata nella storia: la città di Hamoukar in Siria probabilmente distrutta da un conflitto con popoli nomadi[2].
  - Asia Centrale: Cultura calcolitica di Afanasevo. La cultura di Afanasevo, 3500—2500 a.C., è una cultura archeologica del tardo calcolitico e dell'inizio dell'Età del bronzo della Siberia. Prende il nome dalla località di Afanasjeva Gora, nel bacino dello Enisej, dove fu scavata una necropoli di questa cultura. Popolazioni seminomadi di pastori e agricoltori (di ceppo indoeuropeo, ramo tocario della cultura kurgan secondo la teoria kurganica[3] sull'origine dei popoli indoeuropei, che successivamente diede origine ai Tocari)[4]Secondo l'ipotesi kurgan, il focolare primitivo degli Indoeuropei sarebbe da identificare con il complesso di culture kurgan a nord del Mar Nero (zona dell'antica Sarmazia). In una fase antica (dopo il 4500 a.C.) si sarebbero staccati il ramo anatolico (forse la Cultura di Cernavodă) e il ramo tocario, probabilmente la cultura di Afanasevo. Successivamente tutti gli altri rami.

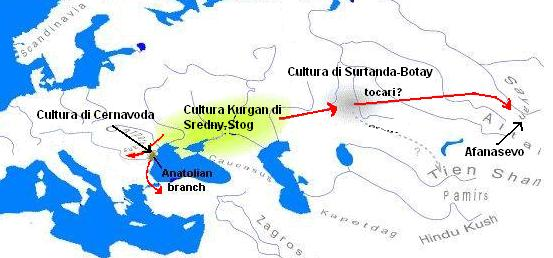
Secondo l'ipotesi kurgan, il focolare primitivo degli Indoeuropei sarebbe da identificare con il complesso di culture kurgan a nord del Mar Nero (zona dell'antica Sarmazia). In una fase antica (dopo il 4500 a.C.) si sarebbero staccati il ramo anatolico (forse la Cultura di Cernavodă) e il ramo tocario, probabilmente la cultura di Afanasevo. Successivamente tutti gli altri rami.

  - Cina: le Culture neolitiche cinesi continuano a dominare in questo secolo[5][6][7][8].
    - La cultura di Daxi (cinese semplificato = 大溪文化, formato da = 大溪, pinyin = Dàxī, "torrente della grande montagna" e s=文化, pinyin = wénhuà, "cultura"), 5000-3000 a.C., era una cultura neolitica dell'antica Cina, sviluppatasi nella regione delle Tre Gole, lungo il medio corso dello Yangtze, il Fiume Azzurro. La cultura si estese dall'Hebei occidentale al Sichuan orientale e al delta del Fiume delle Perle.
    - La cultura di Majiabang (cinese tradizionale 馬家浜文化 , semplificato 马家浜文化 , pinyin = Mǎjiābāng wénhuà), 5000 - 3000 a.C., era una cultura neolitica che si sviluppò alle foci dello Yangtze, il Fiume Azzurro, soprattutto nelle zone costiere del lago Tai Hu e a nord della baia di Hangzhou e si estese successivamente nella parte meridionale dello Jiangsu e in quella settentrionale dello Zhejiang.
    - La cultura di Yangshao (Cinese: 仰韶文化; pinyin: Yǎngsháo wénhuà) fu una civiltà neolitica insediata nel bacino centrale del Fiume Giallo, in Cina. Il nome deriva dal primo insediamento ritrovato nel 1921 a Yangshao, nella provincia cinese di Henan, dall'archeologo svedese Johan Gunnar Andersson.Datata fra il 5000 e il 3000 a.C., la cultura di Yangshao fu diffusa principalmente nelle province di Henan, Shaanxi e Shanxi.
    - La cultura di Hongshan, (cinese semplificato= 红山文化 , tradizionale= 紅山文化 , pinyin= hóngshān wénhuà), era una cultura neolitica sviluppatasi nel nord-est della Cina tra il 4700 e il 2900 a.C..
    - La cultura di Dawenkou, (cinese tradizionale = 大汶口文化 , pinyin = dàwènkǒu wénhuà), è il nome dato dagli archeologi ad un gruppo di comunità neolitiche cinesi vissute soprattutto nello Shandong, ma apparse anche nelle vicine provincie dell'Anhui, Henan e Jiangsu, in Cina. La cultura si sviluppò tra il 4100 e il 2600 a.C. in parziale sovrapposizione alla cultura di Yangshao.

  - Thailandia: Coltivazione del Riso, Addomesticamento della gallina
- Africa
  - Antico Egitto: Addomesticamento del gatto: il gatto viveva già da millenni a fianco dell'uomo, tollerato e gradito cacciatore di topi attorno ai granai, nell'antico Egitto verrà adorato e poi tra il 4000 ed il 3500 aC. compaiono le prime tracce di allevamento[9].
- Europa
  - Romania: Presunta datazione delle tavolette di Tărtăria[10][11][12][13][14](Cultura di Vinča), sarebbe uno dei primi esempi di scrittura in Europa ma il dato è molto controverso[15] soprattutto alla luce delle moderne datazioni al radiocarbonio[16].

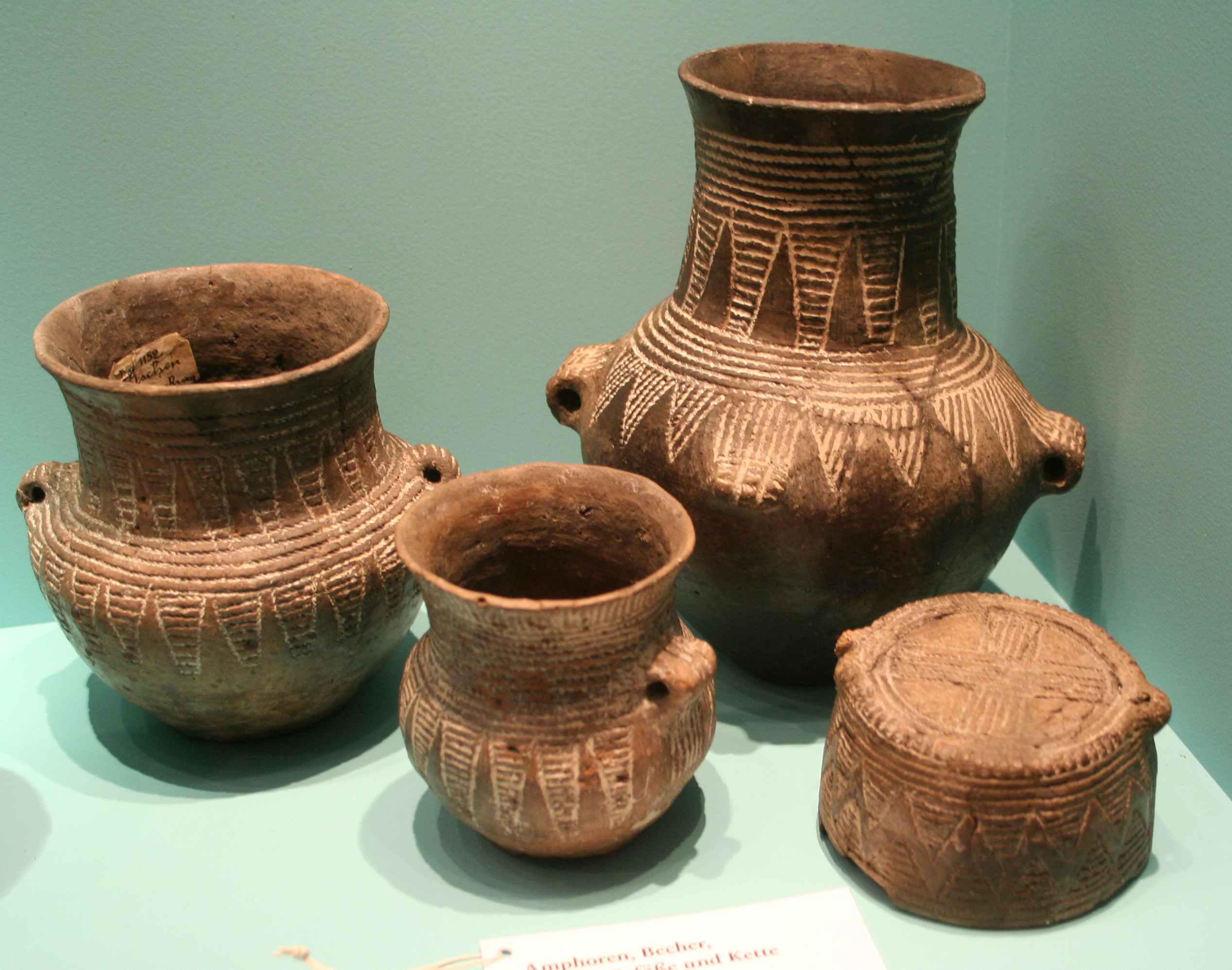
esempi di ceramica cordata.

- - Polonia, Russia, Bielorussia, Ucraina
    - Cultura della ceramica cordata. La cultura della ceramica cordata[17], chiamata anche cultura dell'ascia da combattimento o cultura della sepoltura singola, è un ampio orizzonte archeologico iniziato nel tardo neolitico, fiorito nel calcolitico e culminato agli inizi dell'età del bronzo. Segnò l'introduzione della metallurgia nell'Europa settentrionale e si è ipotizzato che rappresenti una prima espansione dei linguaggi della famiglia indoeuropea. L'area di diffusione di questa cultura comprese gran parte dell'Europa settentrionale continentale, tra il fiume Reno ad ovest e il fiume Volga ad est, comprendendo gran parte degli odierni stati di Germania, Danimarca, Polonia, Lituania, Lettonia, Estonia, Bielorussia, Repubblica Ceca, Slovacchia, il nord dell'Ucraina, l'occidente della Russia, le aree costiere della Norvegia e le parti meridionali di Svezia e Finlandia. La cultura della ceramica cordata non costituisce una singola entità monolitica, ma indica piuttosto la diffusione di una serie di innovazioni tecnologiche e culturali, e si interseca con altre culture, come quella dell'anfora globulare, che si diffuse nel medesimo periodo in parte della stessa area. Nelle aree costiere del mar Baltico e della Scandinavia ci sono chiare evidenze di un'economia marittima e il mare rappresentò un elemento di unione e non di divisione tra le popolazioni costiere, in modo analogo a quanto accadeva per il mar Egeo. Il ritrovamento di sepolture con caratteri misti tra le culture del bicchiere imbutiforme e della ceramica cordata sono in contrasto con l'Ipotesi Kurgan (sull'origine della cultura e della lingua) ed hanno suggerito che l'origine di questa cultura sia coinciso con un brusco mutamento interno, occorso nell'ambito di circa due generazioni intorno al 2900 a.C. nei territori danesi e germanici della cultura del bicchiere imbutiforme[18], probabilmente preceduti da cambiamenti economici, culturali e religiosi avvenuti nella Germania orientale[19]. Questa ipotesi, secondo il linguista Frederik Kortlandt, è in accordo con le teorie più recenti riguardanti la separazione delle varianti di indoeuropeo "centum e satem già all'inizio del IV millennio a.C.: le genti della cultura della ceramica cordata sarebbero state le antenate dei parlanti le lingue balto-slave nella parte orientale e del proto-germanico, del proto-celtico e del proto-italico nella parte occidentale.

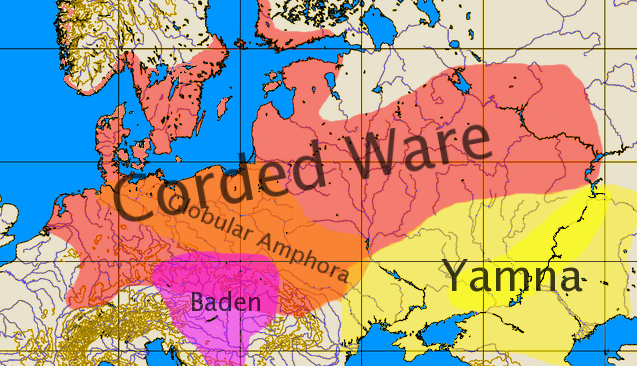
Diffusione della cultura della ceramica cordata e delle culture contemporanee confinanti

- -     - Cultura del medio Dnieper: La cultura del medio Dnieper[20] si sviluppò nel periodo tra il 3200 e il 2300 a.C. nell'Ucraina settentrionale e in Bielorussia, sul medio corso del fiume Dnieper, dal quale riprende il nome. È contemporanea all'ultima fase della cultura di Jamna, alla quale successe, e della cultura di Tripolye e fu contigua all'area di diffusione della cultura dell'anfora globulare (a sud e ad est), il cui inizio è di poco precedente e che cessò un po' prima.
    - Cultura di Fatyanovo-Balanovo: La cultura di Fatyanovo-Balanovo[21] si sviluppò nel periodo tra il 3200 e il 2300 a.C., contemporaneamente alla cultura del medio Dnieper, tra il medio corso del Volga ad est e il lago Pskov ad ovest. Si tratta di due culture imparentate tra loro, quella di Fatyanovo ad occidente e quella di Balanovo ad oriente.
- Americhe

Dal 4000 aC. circa la civiltà in questo continente è entrata nella fase detta Etapa Formativa (che segue quella paleoindio e quella arcaica), che coincide con il progressivo sviluppo dell'agricoltura e della orticultura e dell'allevamento, che integreranno sempre più la caccia come fonte alimentare.
- - Colombia: Nella regione caraibica della Colombia, in particolare nella regione del Canal del Dique, all'inizio della prima fase formativa intorno al 4000 a.C., vi erano già alcuni insediamenti semisedentari, suddivisi in gruppi di diverse famiglie che abitavano in grandi case denominate maloca e combinavano le loro normali attività di caccia e raccolta con la prima forma di agricoltura (coltivazione del mais), sia su piccola che grande scala. È probabile che esistessero contemporaneamente accampamenti semipermanenti lungo la costa, per accogliere altri gruppi di persone impegnate in attività di pesca e raccolta di molluschi[22]. Il sito archeologico più importante relativo a questo periodo storico è quello del tumulo Monsù, situato vicino all'imboccatura del Canal del Dique, vicino a Cartagena, suddiviso dagli archeologi in vari strati denominati Turbana, Monsú, Pangola, Macaví e Barlovento. Nello strato inferiore e più antico (turbana) sono stati rinvenuti resti ceramici che, alla datazione del carbonio 14, risultano risalire al 3250 aC. e quindi sono ad oggi i manufatti ceramici più antichi dell'America Latina[22]. Lo strato più recente (Barlovento) del sito risulta databile al 1300 aC. confermando l'importanza e vitalità di questo agglomerato del periodo formativo precolombiano. Altro sito archeologico importante per questo periodo storico è quello del tumulo di Puerto Hormiga, anche questo sopra il Canal del Dique ed a poca distanza da Monsù, anche in questo sito sono stati ritrovati numerosi reperti ceramici. Questo secondo sito risulta stratificato dal 3100 aC. al 2500 aC.[22]. Arti rupestri a Chiribiquete (Caquetá)
  - Perù: Agricoltura del cotone, fagioli, zucca e peperoncino, Addomesticamento del lama, alpaca e porcellino d'India
- Schema cronologico delle culture dell'antica Cina dalla pagina Culture neolitiche cinesi[5][6][7][8]
  - Le diverse culture sono qui riunite schematicamente, per il periodo 7000 - 1500 a.C. Le culture dell'età del bronzo sono segnate con *. Le date sono indicative, poiché esistono diverse opinioni sulla datazione delle varie culture.

| Anno (a.C.) | Cina nord- orientale (1) | Cina nord- occidentale (2) | Medio Fiume Giallo (Zhongyuan) (3) | Basso Fiume Giallo (4) | Basso Yangtze (5) | Medio Yangtze (6) | Sichuan (7) | Cina sud-orientale (8) | Cina sud- occidentale (9) |
| ----------- | ------------------------ | -------------------------- | ---------------------------------- | ---------------------- | ----------------- | ----------------- | ----------- | ---------------------- | ------------------------- |
| 7000        |                          |                            |                                    |                        |                   | Pengtoushan       |             | ceramica cordata       |                           |
|             |                          |                            |                                    |                        |                   | (incl.            |             | (incl.                 |                           |
|             |                          |                            |                                    |                        |                   | Chengbeixi        |             | Zengpiyan)             |                           |
| 6500        |                          | Dadiwan                    | Peiligang                          | Houli                  |                   | e Zaoshi)         |             |                        |                           |
|             | Xinglongwa               | Laoguantai                 | Cishan                             | 6500-5500              |                   | 7000-5800         |             | 7000-5500              |                           |
|             | 6200-5400                | = Baijia                   | Jiahu                              |                        |                   |                   |             |                        |                           |
| 6000        |                          | 6500-5000                  | Lijiacun                           |                        | Kuahuqiao         |                   |             |                        |                           |
|             |                          |                            | 6500-5000                          |                        | 6000-5000         |                   |             |                        |                           |
|             |                          |                            |                                    |                        |                   |                   |             |                        |                           |
| 5500        |                          |                            |                                    |                        |                   |                   |             |                        |                           |
|             |                          |                            |                                    | Beixin                 |                   |                   |             |                        |                           |
|             | Xinle                    |                            |                                    | 5300-4500              |                   |                   |             |                        |                           |
| 5000        | 5300-4800                | Yangshao                   |                                    |                        | Hemudu            | Daxi              |             | Dapenkeng              |                           |
|             |                          | 5000-3000                  |                                    |                        | 5000-3400         | 5000-3300         |             | Faguodun               |                           |
|             |                          |                            |                                    |                        | Majiabang         |                   |             | 5000-3000              |                           |
| 4500        | Zhaobaogou               |                            |                                    |                        | 5000-4000         |                   |             |                        |                           |
|             | 4500-4000                |                            |                                    | Dawenkou               | Songze            |                   |             |                        |                           |
|             |                          |                            |                                    | 4300-2600              | 4000-3000         |                   |             |                        |                           |
| 4000        |                          |                            |                                    |                        |                   |                   |             |                        |                           |
|             |                          |                            |                                    |                        |                   |                   |             |                        |                           |
|             |                          |                            |                                    |                        |                   |                   |             |                        |                           |
| 3500        |                          |                            |                                    |                        |                   | Qujialing         |             |                        |                           |
|             | Hongshan                 |                            |                                    |                        |                   | 3500-2600         | Yingpanshan |                        |                           |
|             | (incl. Fuhe)             | Majiayao                   |                                    |                        | Liangzhu          |                   | ca. 3100?   |                        |                           |
| 3000        | 3400-2300                | 3300-2700                  |                                    |                        | 3200-1800         |                   |             | Tanishan               |                           |
|             |                          |                            |                                    |                        |                   |                   |             |                        |                           |

- - Per questa visualizzazione schematica delle culture neolitiche, la Cina è stata divisa nelle seguenti nove parti:

1. Cina nord-orientale: Mongolia Interna, Heilongjiang, Jilin e Liaoning.
2. Cina nord-occidentale: (Fiume Giallo superiore): Gansu, Qinghai e parte occidentale dello Shaanxi.
3. Cina centro-settentrionale: (medio Fiume Giallo): Shanxi, Hebei, Henan occidentale e Shaanxi orientale. Fino a poco tempo fa, questa zona era considerata la zona di origine dalla quale la civiltà cinese si era diffusa attraverso il paese.
4. Cina orientale (basso Fiume Giallo): Shandong, Anhui, Jiangsu settentrionale e Henan orientale.
5. Est-sud-est della Cina (basso Fiume Azzurro): Zhejiang e gran parte dello Jiangsu.
6. Cina centro-meridionale (medio Fiume Azzurro): Hubei e Hunan settentrionale.
7. Sichuan e Fiume Azzurro superiore.
8. Cina sud-orientale: Fujian, Jiangxi, Guangdong, Guangxi, Hunan meridionale, basso Fiume Rosso nella parte settentrionale del Vietnam e l'isola di Taiwan.
9. Cina sud-occidentale: Yunnan and Guizhou.

### XXXV secolo a.C.: 3400 a.C. - 3301 a.C.
- Mesopotamia: Periodo di Uruk II o tardo o Protoliterate B (fino al 3000 a.C.)Impressione moderna da un sigillo trovato a Uruk, 3200 a.C. ca.

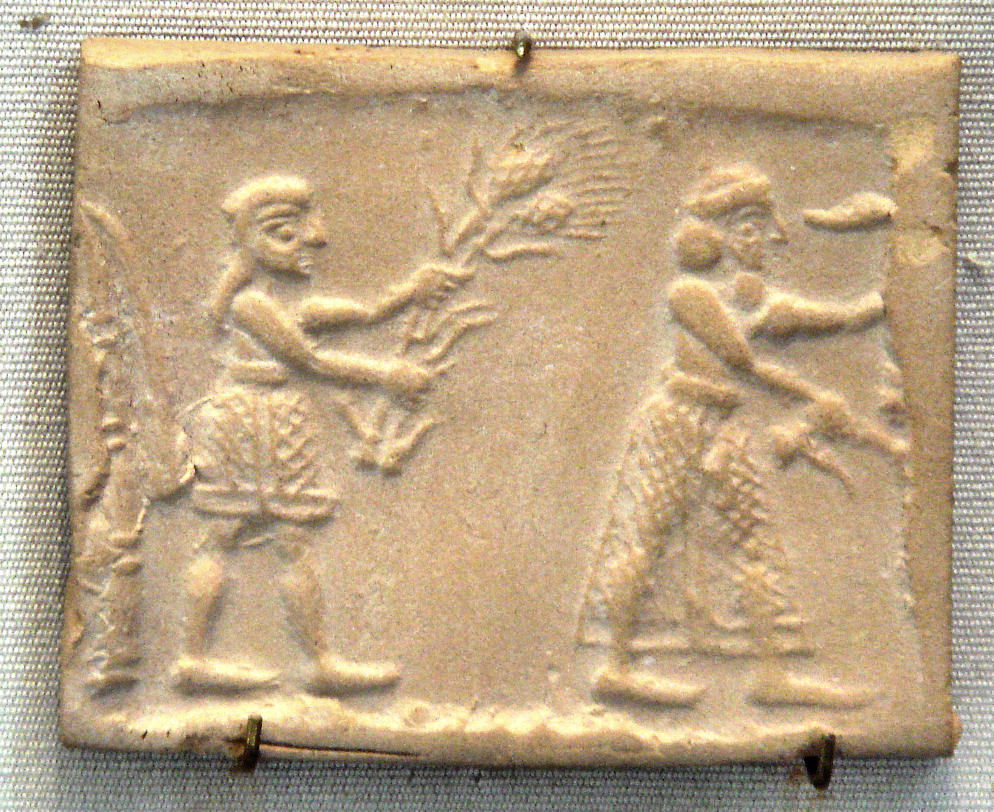
Impressione moderna da un sigillo trovato a Uruk, 3200 a.C. ca.

  - Nella città di Uruk si sviluppa il primo esempio di urbanizzazione del vicino oriente con la comparsa delle caratteristiche tipiche di una comunità cittadina (stratificazione sociale, specializzazione del lavoro, regolamentazione del commercio, ecc..) assieme ad una tendenza allo svuotamento delle campagne. Il modello di urbanizzazione del vicino oriente influenzerà lo sviluppo delle città in Europa ed Africa settentrionale[nota esplicativa 1].
  - Architetture canonizzate, piccole mattonelle, probabili scritture pittografiche e/o ideografiche)[23]
- Antico Egitto: Inizio del Periodo Predinastico III[24], o periodo di Naqada II in Alto Egitto (circa fino al 3250 a.C.)

### XXXIV secolo a.C.: 3300 a.C. - 3201 a.C.
- c. 3300

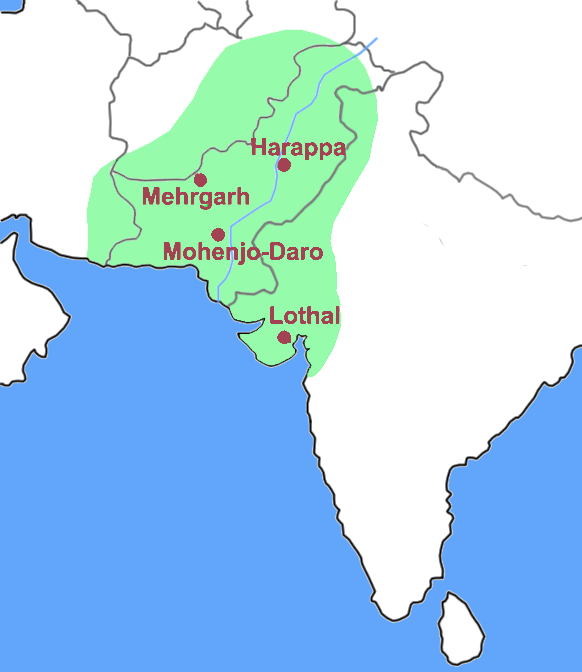
Area della civiltà della valle dell'Indo

  - Italia: Vita e morte di Ötzi, detto anche l'uomo venuto dal ghiaccio,la cuiLa mummia di Ötzi sul luogo del ritrovamentoArea della civiltà della valle dell'Indomummia fu scoperta sulle Alpi Venoste, al confine Italo-Austriaco, nel 1991.

La mummia di Ötzi sul luogo del ritrovamento

  - India: Civiltà della valle dell'Indo (fino al 1700 a.C.)
    - Primi insediamenti urbani di etnia Dravida ad Harappa, Mohenjo-daro e Lothal nella valle dell'Indo, (Pakistan)
- c. 3250 a.C.
  - Alto Egitto: Inizio del Periodo di Dinastia 0 in Alto Egitto (fino al 3150 a.C.)
    - Si conoscono i nomi di 8 re (Ny Hor, Hat Hor, Pe Hor, Hedj Hor, Iri Hor, Ka, Re Coccodrillo, Re Scorpione), e solo dell'ultimo si sono trovate prove archeologiche.
    - Secondo la datazione con il metodo del carbonio 14 a questo periodo risalgono i più antichi documenti scritti dell'Antico Egitto da noi posseduti, rinvenuti nel 1990 dall'équipe archeologica tedesca diretta da Günther Dreyer, presso Abido in Alto Egitto, consistenti in piccole tavolette, forse timbri o sigilli, (1 o 2 centimetri di lato) di osso, legno o avorio recanti su una faccia un nome (di re, regina o di un alto ufficiale) e sull'altra spesso un numero[25][26].
    - A questo periodo si ritiene che risale la prima mummia egiziana mai conosciuta, soprannominata Ginger

  - America Latina: Fase più antica del sito archeologico del tumulo Monsù, situato vicino all'imboccatura del Canal del Dique, vicino a Cartagena, suddiviso dagli archeologi in vari strati denominati Turbana, Monsú, Pangola, Macaví e Barlovento. Nello strato inferiore e più antico (turbana) sono stati rinvenuti resti ceramici che, alla datazione del carbonio 14, risultano risalire al 3250 aC. e quindi sono ad oggi i manufatti ceramici più antichi dell'America Latina[22]. Lo strato più recente (Barlovento) del sito risulta databile al 1300 aC. confermando l'importanza e vitalità di questo agglomerato del periodo formativo precolombiano.

### XXXIII secolo a.C.: 3200 a.C. - 3101 a.C.
- c. 3200 a.C.

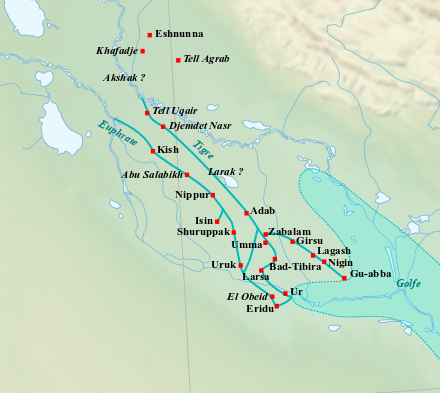
Principali città basso-mesopotamiche del periodo protodinastico (il Golfo Persico è rappresentato con le dimensioni di allora 3000 a.C.)

  - Mesopotamia:Periodo di Uruk II o tardo Uruk o Protoliterate B (fino al 3000 a.C.)[27]
    - Comparsa della scrittura cuneiforme
    - Avvio urbanizzazione: Costruzioni con navate, Edifici sacriRappresentazione di scrittura cuneiforme su una tavoletta accadica

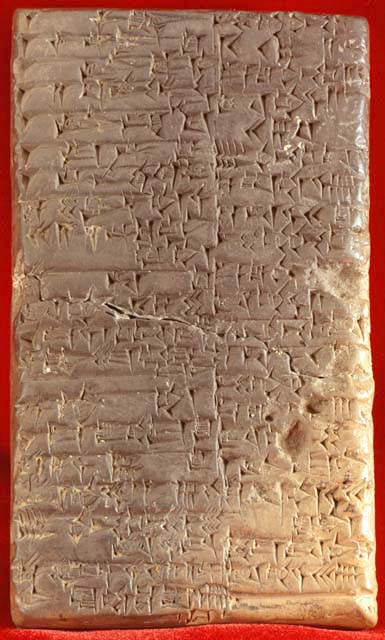
Rappresentazione di scrittura cuneiforme su una tavoletta accadica

    - Arte: Uso dei sigilli cilindrici, Arte glittica
    - Prime forme di Stato: irrigazioni, ampia gamma di colture, specializzazione nel lavoro, organizzazione distributiva dei vertici comunitari, venerazione del capo

  - Nubia: Prime forme di sviluppo di una società organizzata - Vassalli dell'Alto Egitto fino al 2600 a.C.

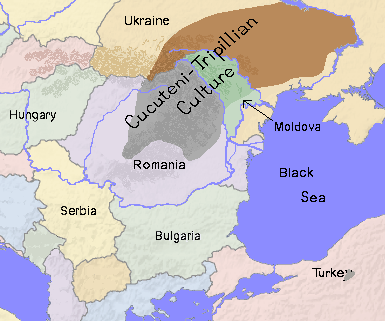
diffusione della cultura di Cucuteni Trypillia

- - Antica Grecia: Periodo (I) Protocicladico nelle isole Cicladi - Grecia (fino al 2000 a.C.)
  - Romania, Moldavia, Ucraina: Passaggio dalla fase intermedia (4600-3200 a.C.) a quella tarda (3200 a.C. - 2600 a.C.) nella cultura di Cucuteni[28][29][30]: Metallurgia del rame, allevamento del cavallo, struttura Patriarcato. La cultura prese il nome inizialmente dalle contee di Cucuteni, Iași, Romania, dove furono scoperti i primi suoi reperti. Nel 1897, oggetti simili furono scavati a Trypillia (in ucraino Трипiлля; in russo Триполье, Tripol'e), governatorato di Kiev, Ucraina. I creatori della cultura furono tribù il cui territorio si estendeva dai Balcani e il bacino del Danubio e Carpazi abbracciando territori della Romania, Moldavia ed Ucraina. Gli studiosi categorizzano la cultura in 3 periodi: antico - 5300-4600 a.C., intermedio - 4600-3200 a.C., tardo - 3200-2750/2600 a.C.. La cultura di Cucuteni-Trypillia è stata definita la prima cultura urbana d'Europa[31].
  - Polonia, Russia, Bielorussia, Ucraina settentrionale: Cultura della ceramica cordata (Cultura del medio Dnjepr e di Fatyanovo-Balanovo) fino al 2300 a.C.
  - Africa: La regione del Sahara comincia a assumere l'aspetto attuale, da ecosistema del tipo savana si trasforma in deserto non abitabile.
- c. 3150 a.C.
  - Antico Egitto: 
    - Inizio del Periodo arcaico dell'Egitto (fino al 2700 a.C.)

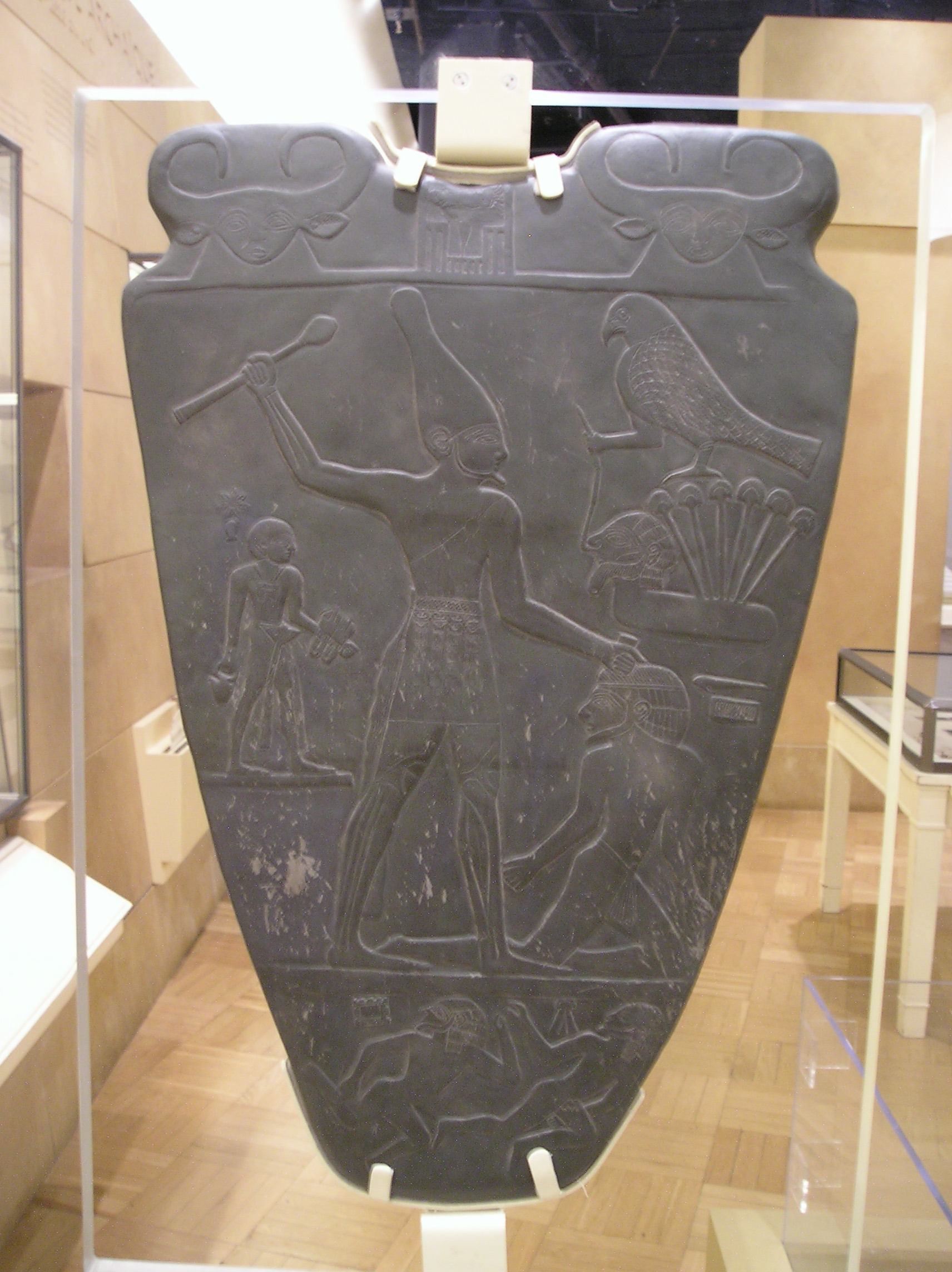
Retro della paletta per trucco con raffigurazione del faraone Narmer. Riproduzione conservata presso il Museo di Toronto

    - I Dinastia: Narmer (c.a. 3150 a.C. - Retro della paletta per trucco con raffigurazione del faraone Narmer. Riproduzione conservata presso il Museo di Toronto3125 a.C.) primo faraone (secondo Grimal).
      - Secondo la tradizione, unifica i regni del Basso Egitto e dell'Alto Egitto.L'esistenza di questo sovrano è attestata da una paletta per trucco, che sembrerebbe anche confermare che il sovrano in questione regnò su tutto l'Egitto, essendo questi rappresentato con in capo da un lato la corona del Basso Egitto, e dall'altro quella dell'Alto Egitto. Sia Erodoto che Diodoro Siculo concordano nell'attribuire a questo re la fondazione della città che in seguito sarà conosciuta come Menfi, ed è probabile che sia stata eretta per essere la capitale del nuovo regno unificato. In questo caso, l'appellativo di "Tinite" dato alle prime due dinastie indicherebbe non la capitale, bensì il luogo d'origine dei sovrani. Regina principale di Narmer potrebbe essere stata una principessa, identificata come Neithotep, il cui nome compare nelle tombe dei successori del sovrano. La tomba di Narmer è stata rinvenuta nella necropoli di Umm el-Qa'ab presso Abido, e consiste di due camere sotterranee collegate tra loro (attualmente identificate come B17 e B18).

    - Thinis (in seguito Menfi) Capitale dell'Antico Egitto
- c. 3125 a.C.
  - Antico Egitto: Aha (c.a. 3125 a.C. - 3100 a.C.) secondo faraone della I Dinastia (secondo Grimal).
    - Il nome Aha compare nella Pietra di Palermo come unificatore dell'Egitto. Questo fatto ha indotto alcuni studiosi ad ipotizzare che Narmer e Aha siano nomi di uno stesso sovrano. In altre iscrizioni il suo nome è accompagnato da Ricevendo l'Alto ed il Basso Egitto e quindi è ipotizzabile che Aha abbia operato per consolidare l'opera di Narmer, suo predecessore. Una placca di ebano rinvenuta ad Abido commemora una campagna contro i nubiani. È possibile che si debba a lui l'estensione del confine meridionale fino al nomos di Elefantina. Il Papiro Ebers compilato in epoca hyksos riporta la tradizione che vorrebbe Aha come medico, tradizione citata anche da Sesto Giulio Africano. Regina principale di Aha potrebbe essere stata Benerib (Colei il cui cuore è dolce) e regina secondaria Khentap. La tomba di Aha è stata identificata nel complesso B10-15-19 nella necropoli di Umm el-Qa'ab presso Abido.Calendario Maya dal Codice di Dresda
- 3114 a.C., 21 agosto

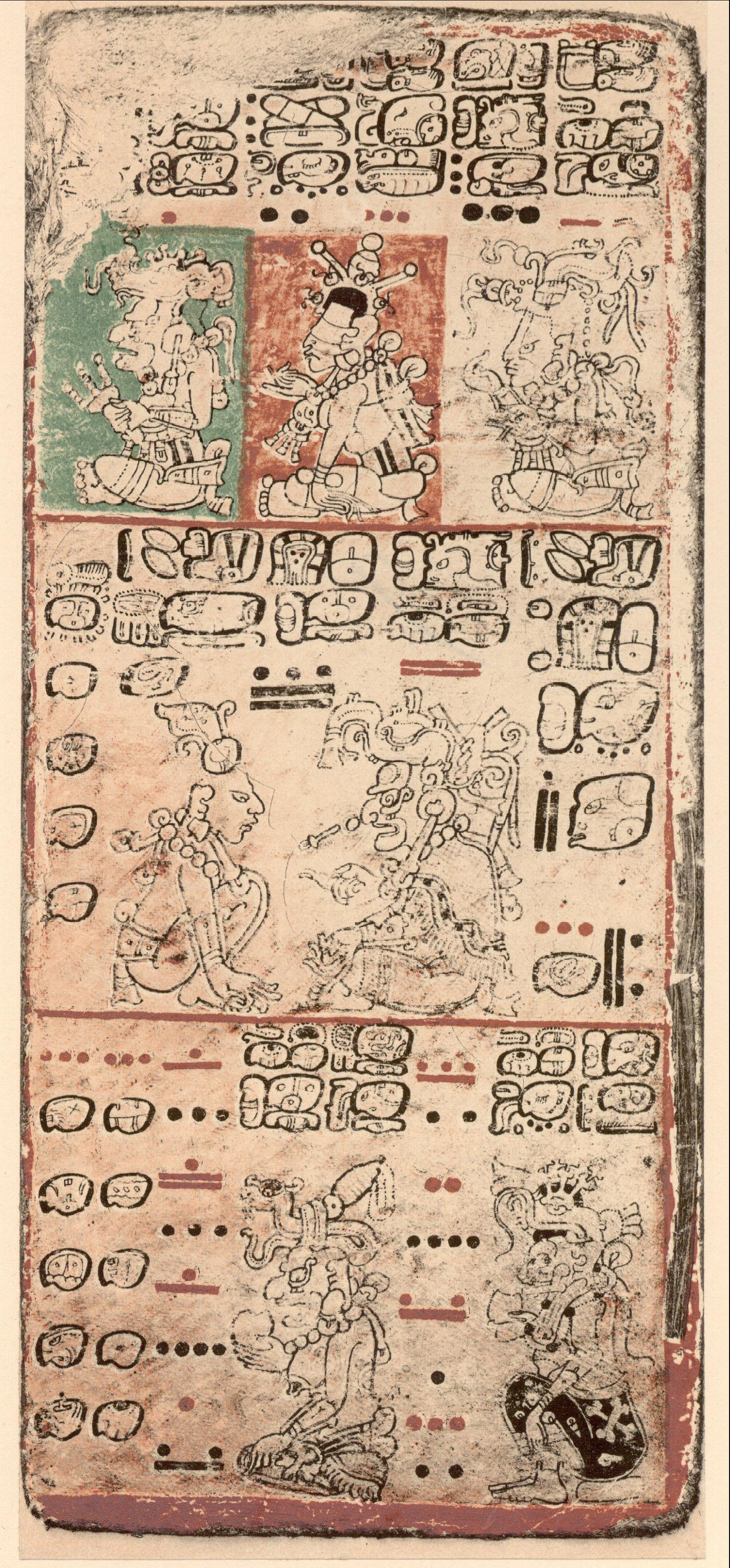
Calendario Maya dal Codice di Dresda

  - Secondo la tradizione, inizia l'attuale era del calendario maya, che finirà il 21 dicembre 2012.
- c. 3102 a.C.
  - India - Secondo la tradizione, a questa data dovrebbe risalire la mitica Guerra del Mahābhārata e inizio dell'era del Kali Yuga (TRAD)

### XXXI secolo a.C.: 3100 a.C. - 3001 a.C.
- c. 3100 a.C.
  - Mesopotamia: 
    - Primi documenti scritti cuneiformi certi trovati nelle città di Uruk e Susa

  - Antico Egitto: Djer terzo faraone (c.a. 3100 a.C. - 3055 a.C., sec. Grimal) della I Dinastia.
    - È possibile che il regno di Djer sia stato preceduto da un periodo di reggenza tenuto da Neithotep, moglie di Aha ma non madre di Djer stesso, che sarebbe figlio di Khenthap, regina secondaria del padre. La Pietra di Palermo, che attribuisce al sovrano un regno di 41 anni "interi e parziali"[32] riporta la celebrazione della festa del giubileo Heb Sed che, di norma, veniva celebrata, la prima volta, dopo trent'anni di regno. Essa riporta inoltre un "massacro dei Setju", termine che indica gli asiatici, una stele scoperta a Gebel Sheikh Suleiman, in Nubia, ed ora conservata presso il museo di Khartoum, attesta di una razzia mentre altre fonti riportano di una spedizione nel Sinai. Regina principale di Djer fu Herneith, madre di Djet; regina secondaria fu Nakhneith probabilmente madre di Mer(it) neith che sposerà poi il fratellastro. Come gli altri sovrani della I dinastia Djer venne sepolto nella necropoli di Umm el-Qa'ab nei pressi di Abido. A partire dalla XVIII dinastia la sua tomba venne venerata come tomba di Osiride

  - America Latina Strato più antico del sito archeologico del tumulo di Puerto Hormiga, posto sopra il Canal del Dique, vicino a Cartaghena ed a poca distanza dal sito archeologico di Monsù, anche in questo sito sono stati ritrovati numerosi reperti ceramici. Questo secondo sito risulta stratificato dal 3100 aC. al 2500 aC.[22].
  - Europa Inizio della costruzione del sito di Stonehenge secondo la datazione radiocarbonica che indica che la costruzione del monumento fu intrapresa intorno al 3100 a.C. e si concluse intorno al 1600 a.C. Ciò consente l'eliminazione di alcune teorie che erano state ipotizzate. La teoria secondo la quale i Druidi erano forse stati gli artefici dell'opera è la più popolare; tuttavia la società dei Celti, che istituì il sacerdozio dei Druidi, si diffuse solamente dopo l'anno 300 a.C.
- c. 3070 a.C. - Celebrazione della prima festa del giubileo Heb Sed, 30 anni di regno del Faraone Djer
- c. 3055 a.C.
  - Antico Egitto: Djet quarto faraone (c.a. 3055 a.C. - 3050 a.C. sec. Grimal) della I Dinastia.
    - Molti studiosi ritengono che la durata del regno di Djet sia da valutare tra i cinque ed i dieci anni a differenza di quanto sembra attribuirgli Manetone. Di Djet si conosce, con sicurezza, la sepoltura nella necropoli di Umm el-Qa'ab, nei pressi di Abido, (tomba Z). Regina principale di questo sovrano fu la sorellastra Mer(it)neith, reggente in nome del figlio Den dopo la morte di Djet.
- c. 3050 a.C.
  - Antico Egitto: Den quinto faraone (c.a. 3050 a.C. - 2995 a.C. sec. Grimal) della I Dinastia.
    - Durante il suo regno compaiono, nella titolatura, due elementi che in seguito diverranno tipici della sovranità: uno è la cosiddetta doppia corona (nebti, le due Signore, Le due Potenti) e l'altra è un titolo il cui significato letterale è Colui che appartiene al giunco ed all'ape ma che in effetti significa Re dell'Alto e Basso Egitto.Sugli avvenimenti del suo regno abbiamo informazioni dalla Pietra di Palermo e da alcune tavolette d'avorio rinvenute a Saqqara ed Abido. Appena salito al trono, probabilmente, devette contrastare le ambizioni degli alti funzionari di corte favoriti durante la reggenza della madre Mer(it) neith. Den inaugurò una politica conciliante verso le province del Delta creando per la loro amministrazione un apposito ufficio. Nel suo 32º anno di regno è menzionato lo scavo di un canale atto che forse indica l'inizio di una politica di regolamentazione delle acque del Nilo, primo avvenimento di questo tipo in Egitto. L'epiteto "uomo del deserto" potrebbe essere stato assunto al ritorno da una vittoriosa spedizione nella desertica Penisola del Sinai del cui bottino avrebbero anche fatto parte alcune fanciulle destinate all'harem reale. Regina principale di Den fu Seshemetka che fu anche madre del successore sul trono. Den fu sepolto nella necropoli di Umm el-Qa'ab, nei pressi di Abido, nella tomba identificata come T. A questo sovrano è anche attribuito un cenotafio, identificato come tomba 3035, nella necropoli di Saqqara.

## Cronologie
| Cronologia precedente: Protostoria 10000 a.C. c.a. 3500 a.C. | Cronologia corrente: Storia Antica Dal 3500 a.C. c.a. al 3001 a.C. | Cronologia seguente: Storia Antica 3000 a.C. 2501 a.C. |